# 扶摇关帝庙
24°35′00″N 117°43′14″E / 24.58333°N 117.72056°E
扶摇关帝庙位于中国福建省漳州市龙文区郭坑镇扶摇村，九龙江东岸，2009年被列为福建省文物保护单位（附属文物包括瑶山顶部明代寨堡镇安寨和山麓13座陶窑遗址等）。
扶摇关帝庙始建于明万历二十八年（1600年），清顺治十五年（1658年）及光绪十年（1884年）两次重修。庙背依瑶山，前临九龙江，坐东北朝西南，占地面积约4200平方米，建筑面积452平方米。